# Ганнібал Абрам Петрович
Абрам (Ібрагім) Петрович Ганнібал (1696, Абісінія — 1781, Суйда, Різдвяний повіт, Російська імперія) — російський військовий інженер, генерал-аншеф, прадід Олександра Пушкіна. Ібрагім був сином чорношкірого африканського князя — васала турецького султана. В 1703 році його захопили в полон і відправили до султанського палацу в Константинополі. У 1704 році російський посол Сава Рагузинський привіз його до Москви, де через рік той був охрещений. Оскільки хрещеним батьком був Петро I, у православ'ї Ібрагім одержав по батькові Петрович. З 1756 року — головний військовий інженер російської армії, у 1759 році отримав звання генерал-аншефа. У 1762 році вийшов у відставку. У другому шлюбі у Ганнібала народився Осип Абрамович Ганнібал — дід О. С. Пушкіна по материнській лінії. Своєму прадіду О. С. Пушкін присвятив незакінчений роман «Арап Петра Великого».

## Походження
У біографії Ганнібала досі ще багато нез'ясованого. Син можновладного князя (знатного походження, за записками його молодшого сина Петра) Ібрагім (Абрам) народився, ймовірно, в 1688 (або 1696) році в Африці. Традиційна версія, що йде від знайомої Пушкіну німецької біографії Ганнібала, складеної його зятем Олексієм Карловичем фон Роткірхом, пов'язувала батьківщину петровського арапа з північчю Ефіопії (Абісінією).
Недавні дослідження випускника Сорбонни бенінського славіста Дйодонне Гнамманку, автора книги «Абрам Ганнібал» із серії ЖЗЛ, розвив ідею Володимира Набокова, ідентифікувавши його рідним містом Логон-Бірні на кордоні сучасних Камеруну і Чаду, де перебував султанат Логон народу котоко, який є нащадком цивілізації Сао.

## Біографія
Ібрагім, якому на той час було 7 років, і його брат були викрадені і вивезені до Константинополя, звідки в 1705 році Сава Рагузинський привіз братів у подарунок Петру I, який полюбляв всілякі рідкості і курйози і утримував раніше «арапів». Згідно альтернативної версії (Благой, Туміянц тощо), Абрам Петрович був куплений Петром I приблизно в 1698 році в Європі і доставлений в Росію.
У віленській церкві Параскеви П'ятниці хлопчики прийняли православ'я (ймовірно, у другій половині липня 1705 року); хрещеними батьками були цар Петро (дав йому і по батькові, і прізвище «Петров») і королева польська Крістіана Ебергардіна, дружина короля Августа II. Ібрагім одержав русифіковане ім'я Абрам, його брат — ім'я Олексій. Про це нагадує одна з меморіальних дощок на нинішньому приміщенні церкви. В той же час не всі дослідники поділяють офіційну версію хрещення Ганнібала, вважаючи, що хлопчик був хрещений Петром приблизно в 1698 році.
Абрам Петрович невідлучно перебував біля царя, спав у його кімнаті, супроводжував у всіх походах. В документах він тричі згадується поряд з блазнем Лакостойю, але з 1714 року Петро I довіряє йому різні доручення, у тому числі секретні, він стає ординарцем і секретарем царя. У 1716 році поїхав з государем за кордон. В цей час Абрам отримував платню 100 рублів в рік. У Франції Абрам Петрович залишився на навчання; пробувши 1,5 року в інженерній школі, вступив до французького війська, брав участь у Війні четверного альянсу, був поранений в голову і дослужився до чину капітана. Повернувшись до Російської імперії в 1723 році, визначений у Преображенський полк інженер-поручиком бомбардирської роти, капітаном якої був сам цар.

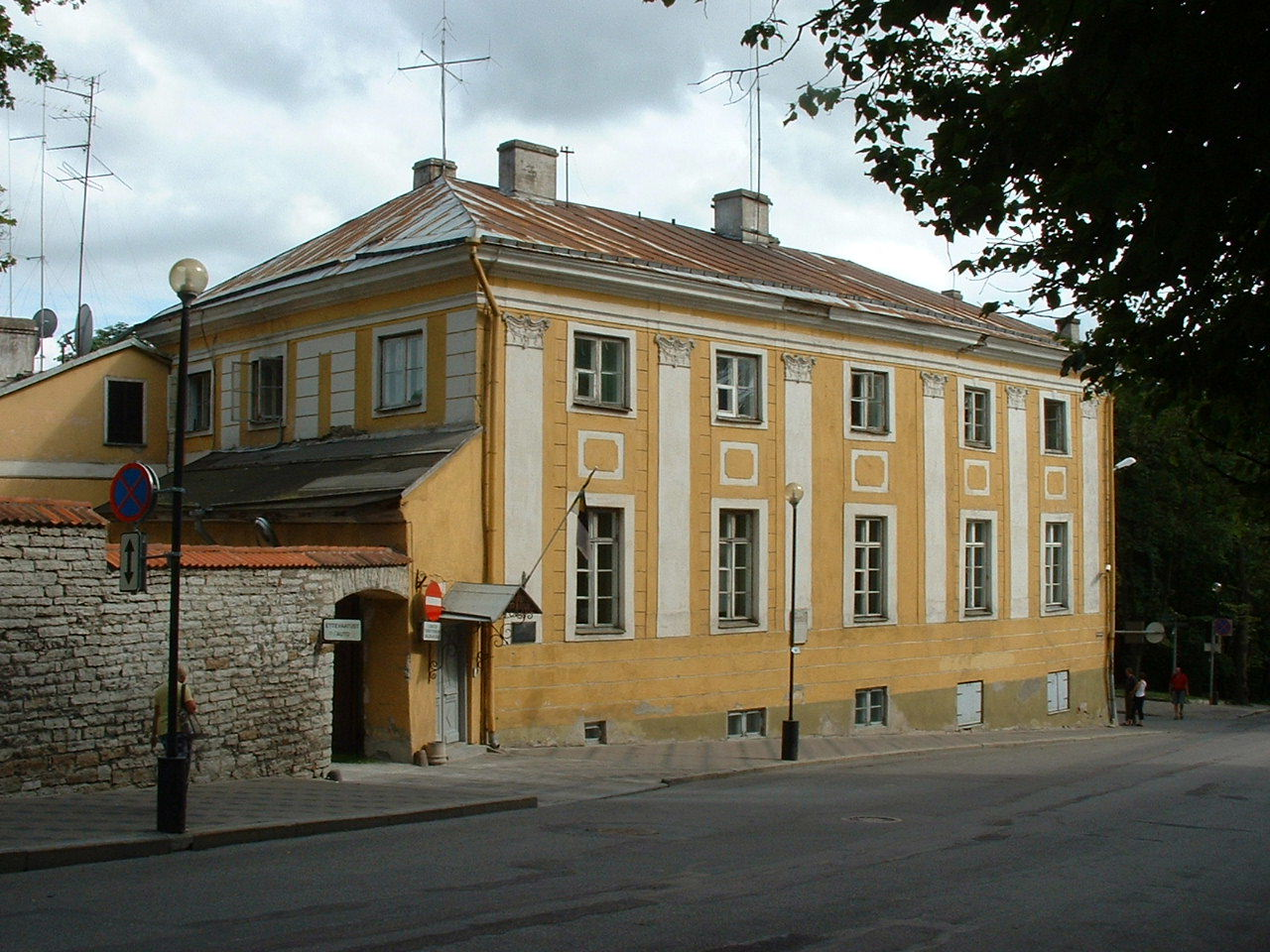
Комендантський будинок в Таллінні, де в 1742—1752 роках жив Абрам Ганнібал.

Після смерті Петра Ганнібал (таке прізвище він вважав за найкраще носити з кінця 1720-х років, на честь знаменитого античного карфагенського полководця Ганнібала) пристав до партії незадоволених піднесенням Олександра Меншикова, за що був відправлений до Сибіру (1727). По дорозі на заслання, в Казані, він написав прохання всемогутньому тимчасовому правителеві:
|  | Не губи мене до кінця... і кого тиснути такій височезній особі - такого гада і саму останню креатуру на землі, якого хробака і трава може цього світу позбавити: бідний, сир, беззахисний, іноземець, голий, босий, жадібний; помилуй, заступник і батько і захисник сиротам і вдовицям. |

 
У 1729 році велено було відібрати у Ганнібала папери і утримувати під арештом в Томську, видаючи йому щомісяця по 10 рублів. У січні 1730 року відбулося призначення Ганнібала майором в тобольський гарнізон, а у вересні — перевід капітаном в Інженерний корпус, де Ганнібал перебував до звільнення у відставку в 1733 році. В цей час його відрядили до Пярну вчити кондукторів математики та креслення. У 1731-1733 роках — комендант Пярнувського укріпрайону.

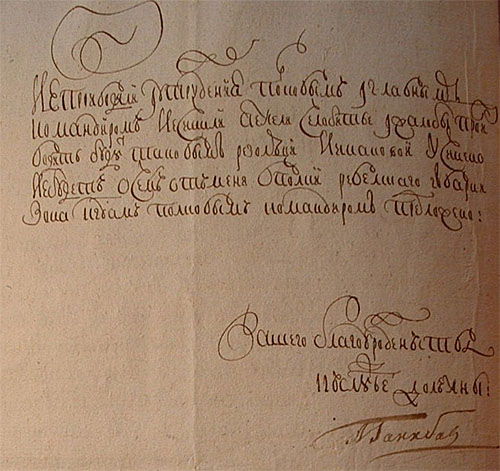
Лист Ганнібала імператриці Єлизаветі

Вступивши в 1740 році знову на службу, Ганнібал пішов у гору за царювання Єлизавети. У 1742 році він був призначений ревельским комендантом і нагороджений мизою Карьякула та іншими маєтками; значився дійсним камергером. У тому ж році Єлизавета подарувала йому палацові землі у Воронецькому повіті Псковської провінції, де Ганнібалом була заснована садиба, пізніше названа Петровське.
У 1745 році Ганнібал був призначений завідувати справами щодо розмежування земель зі Швецією. Переведений у 1752 році знову до Інженерного корпусу, він стає керуюючим Інженерної частиною всієї Російської імперії, керує зведенням укріплень Тоболо-Ішимської лінії, а також Кронштадтськими, Ризькими, в Петербурзі та іншими. В 1755 році керує будівництвом та утриманням Кронштадтського каналу, тоді ж заснувавши госпіталь для робітників на каналі, трохи пізніше відкриває в Кронштадті школу для дітей робітників і майстрів.
Нагороджений орденами Св. Анни (1748) і Св. Олександра Невського (30.08.1760). Дослужившись до чину генерал-аншефа, Ганнібал був відправлений у відставку (1762) і помер в 1781 році. Був похований на Старому суйданському кладовищі; могила втрачена.
Ганнібал вів мемуари французькою мовою, але знищив їх. Його ставлення до кріпаків було незвичайним для того часу. У 1743 році, здаючи частину села Рагола в оренду Іоахиму фон Тірену, він включає в договір пункти, які забороняють тілесні покарання кріпаків та збільшення встановлених норм панщини; коли фон Тірен порушує ці пункти, Ганнібал розриває договір у суді.

## Розведення картоплі

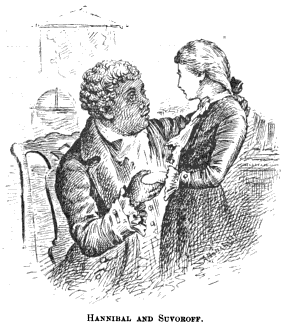
За переказами, можливістю обрати військову кар'єру Олександр Суворов був зобов'язаний Ганнібалові, який умовив його батька підтримати нахили сина.

Відомий внесок Ганнібала в розвиток картоплярства в Росії. Перша грядка з картоплею з'явилася в Росії ще за Петра Великого. Перший російський імператор вирощував картоплю в Стрельні, сподіваючись використати як лікарську рослину. У 1760-х роках Катерина II вирішила, що «земляне яблуко» можна спробувати використовувати в голодні роки, і доручила Абраму Ганнібалові, який був знайомий з цією культурою, зайнятися у себе в садибі розведенням картоплі. Таким чином, садиба Ганнібалів «Суйда» стала першим місцем у Росії, де з'явилися спочатку невеликі, а потім і значні картопляні поля, які незабаром перемістилися і на території сусідніх маєтків. Селяни спочатку дуже насторожено ставилися до «земляного яблука», але в деякі роки картопля рятувала від голоду, і недовіра до нього поступово зникло.

## Родина
Рідний брат Абрама, Олексій Петрович (названий так, мабуть, на честь царевича Олексія), кар'єри не зробив, служив гобоїстом в Преображенському полку, був одружений з кріпосною засланицею князів Голіциних і останній раз згадується наприкінці 1710-х років; в родині Ганнібалів пам'ять про нього не збереглася, і про його існування стало відомо лише в XX столітті з архівів петровського часу.
На початку 1731 року Абрам Ганнібал одружився в Петербурзі з грекинею Євдокією Андріївною Діопер, донькою офіцера галерного флоту. Євдокія Андріївна, що вийшла заміж проти волі, за однією з версій, зрадила чоловікові, що викликало переслідування та катування з боку ошуканого. За іншою версією, Ганнібал, побачивши дитину — світлошкіру і біляву дівчинку, звинуватив дружину в зраді, після чого вона спробувала отруїти його з допомогою кондуктора Шишкова. Справа дійшла до суду; Шишкова скоро визнали винним, її заарештували і тримали в ув'язненні 11 років у жахливих умовах. З матеріалів шлюборозлучної справи випливає, що Ганнібал «бив нещасну смертельними побоями незвично» і багато років тримав її «під караулом» на межі смерті від голоду.
Після цього, Ганнібал познайомився в Пярну з Христиною-Регіною фон Шеберг (Christina Regina von Sjöberg), мав з нею дітей і одружився в 1736 році при живій дружині, надавши як доказ розлучення постанову суду про покарання за перелюбство. У 1743 році Євдокія, відпущена на поруки, знову завагітніла, після чого подала прохання в консисторію, у якому визнавала і минулу зраду і сама просила розлучити її з чоловіком. Проте тяганина з Євдокією закінчилася лише в 1753 році; шлюб був розірваний 9 вересня 1753 року, дружину в 1754 році заслали в Тихвинський Введенський монастир, а на Ганнібала наклали епітимію і грошовий штраф, визнавши, однак, другий шлюб законним і визнавши винним військовий суд, який виніс рішення у справі про перелюб без розгляду його Синодом.
Дітей у Ганнібала було одинадцять, але до дорослих років дожили чотири сини (Іван, Петро, Йосип та Ісак) і три дочки (Єлизавета, Анна, Софія).
З них Іван — брав участь у морській експедиції, взяв Наварін, відзначився у Чесменській битві за указом Катерини II проводив зведення міста Херсона (1779), помер генерал-аншефом в 1801 році.
Надія, дочка іншого сина Ганнібала, Осипа, була матір'ю Олександра Пушкіна, який згадує про своє походження від Ганнібала у віршах: «До Юр'єва», «До Язикова» та «Мій родовід».

## У кіно та літературі
- Про життя Ганнібала (з низкою літературних припущень) розповідається в незакінченому творі Олександра Пушкіна — «Арап Петра Великого»
- За мотивами цього твору знято фільм — «Розповідь про те, як цар Петро арапа женив», сюжет якого має незначне відношення до історичної дійсності. У ролі Ганнібала — Володимир Висоцький.
- Давид Самойлов написав поему «Сон про Ганнібала», що розповідає про життя Ганнібала в Пярну в 1730-х роках.
- Михайло Казовський написав історичну повість «Спадкоємець Ломоносова», 2011.
- Балада про Берінга та його друзів — роль А. П. Ганнібала виконує Ерменгельд Коновалов.
- Повість «Царський куріоз» Михаїла Зуєва-Ординця.

Пам'ять про Ганнібала в країнах Балтії
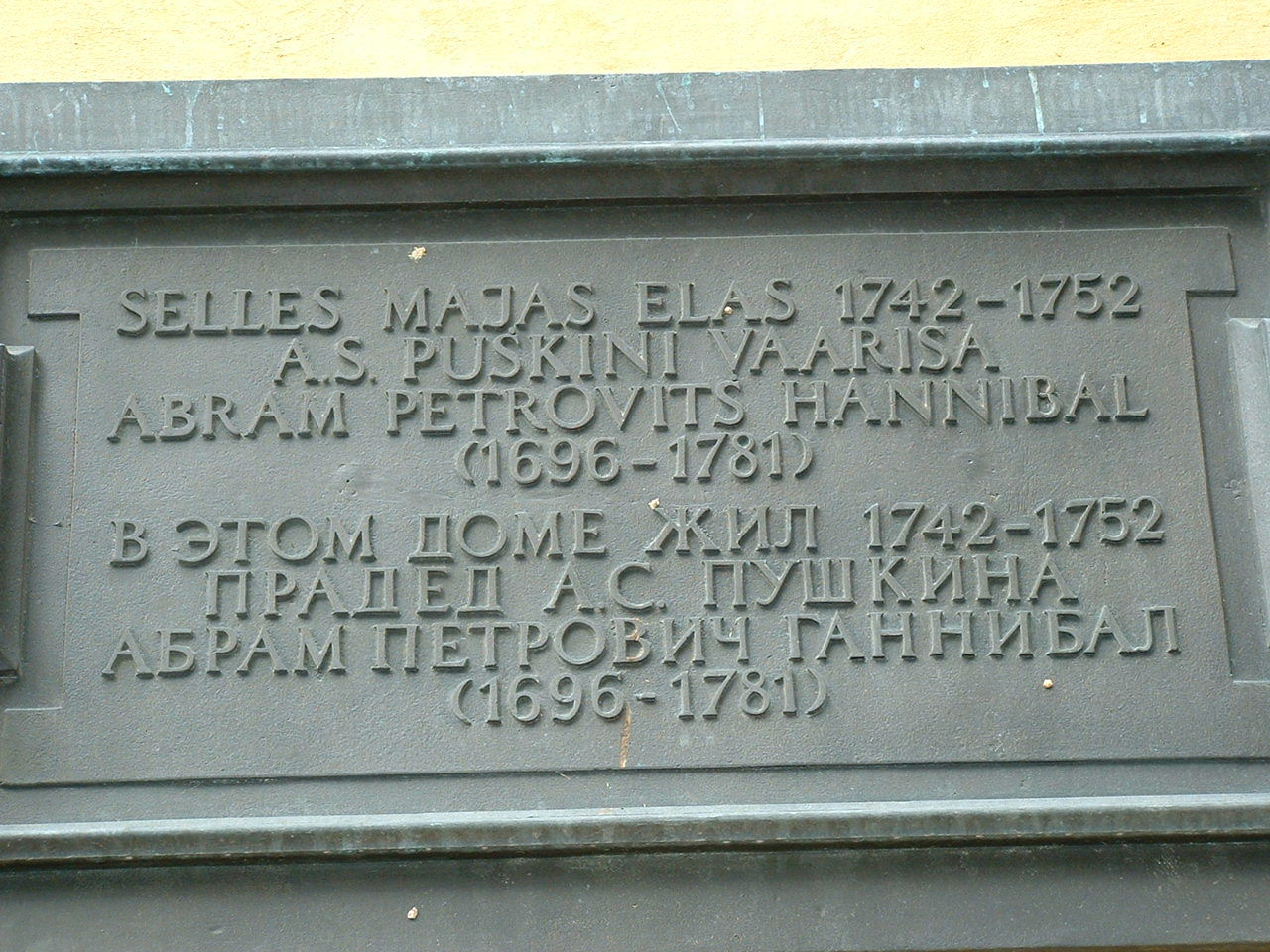
Пам'ятна табличка на Комендантському будинку в Таллінні.
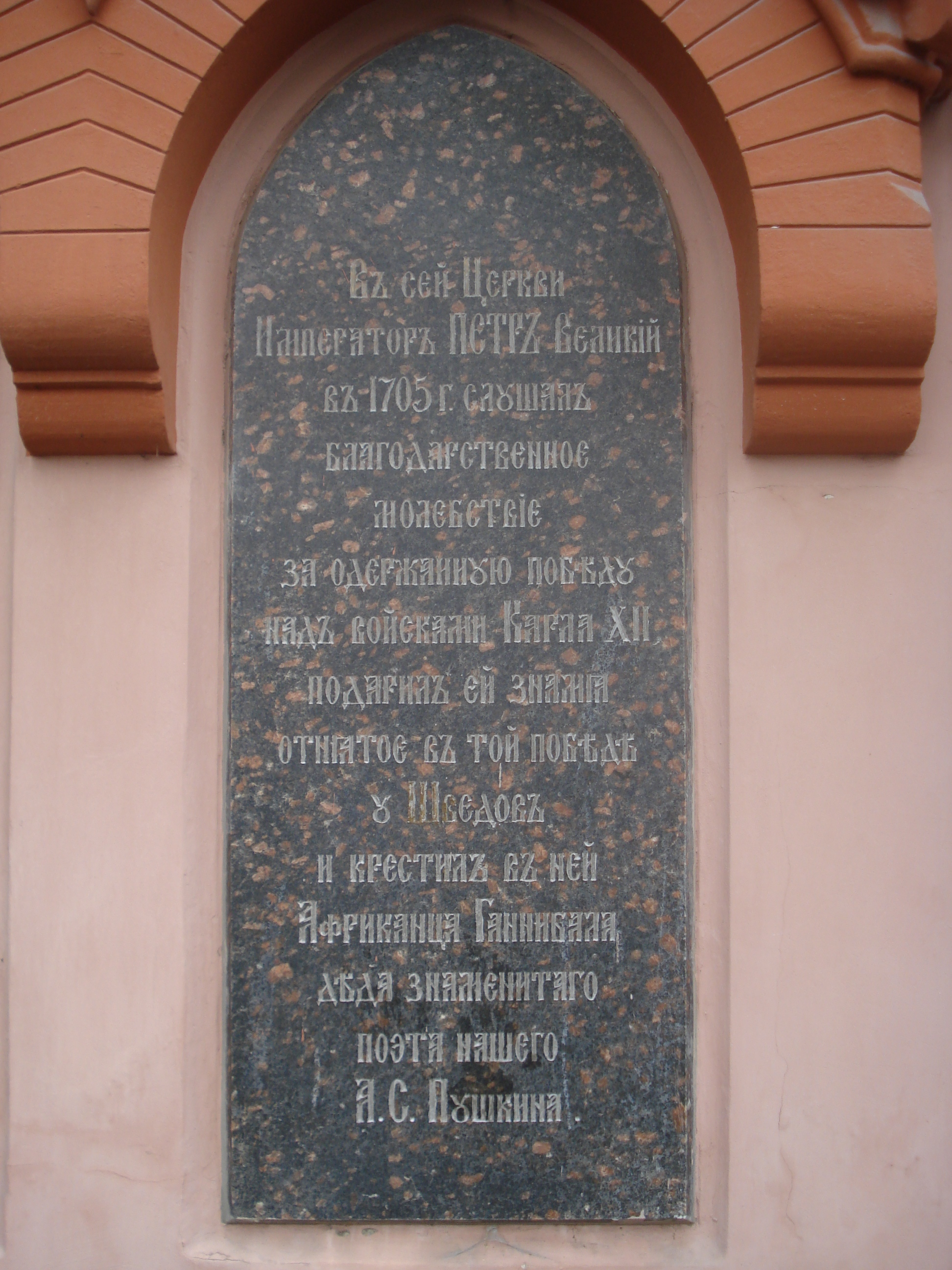
Меморіальна таблиця на віленській П'ятницькій церкві
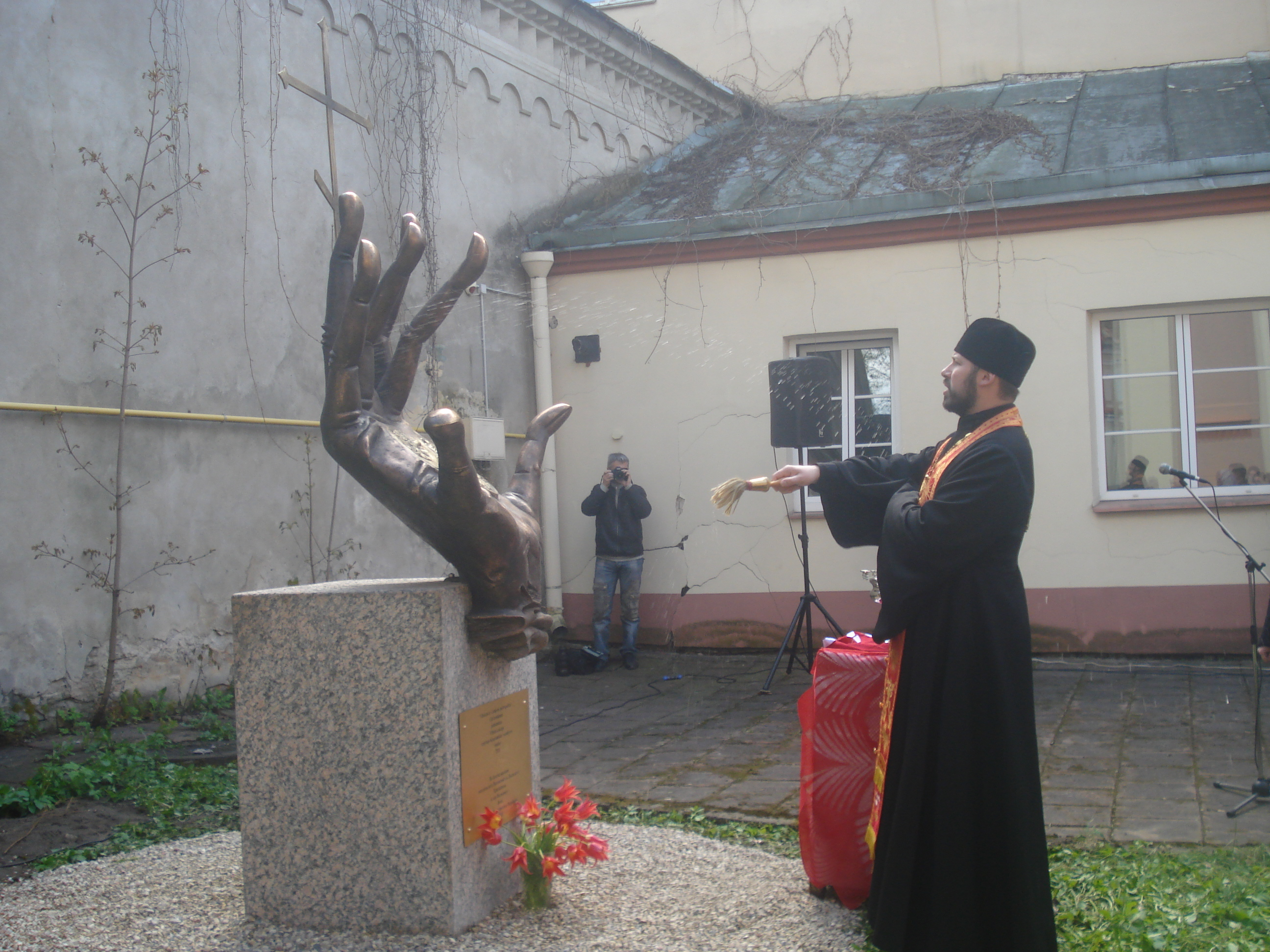
Освячення пам'ятника Ганнібалу та Пушкіну (автор В. Наливайка) у Вільнюсі